# シカゴ・ブルース
シカゴ・ブルース (Chicago blues)とは、アメリカ合衆国イリノイ州シカゴにおいて1950年頃に登場したブルースのスタイルのひとつ。主にアコースティック・ギターの弾き語りで演奏されたアメリカ深南部のデルタ・ブルースにエレキ・ギターを持ち込み、バンド・スタイルに発展させたものであった。代表的なアーティストにはマディ・ウォーターズが挙げられる。彼は、シカゴ・ブルース草創期にそのスタイルを作り上げた一人である。

## 歴史
シカゴ・ブルースの誕生の背景には、第2次世界大戦時に増加したアフリカ系アメリカ人の大移動がある。その流れを受けて1930年代から50年代にかけて、南部の州からシカゴへ多くのブルース・ミュージシャンが移住した。彼らは、故郷の南部のブルースを、北部の電気ブルースとして新たな息吹を吹き込んだ。彼らはライヴハウスを始め、マックスウェル・ストリートなどでも演奏を展開した。路上での演奏は、より大きな音の必要性をブルースマンに認識させ、これもシカゴ・ブルースがエレキ化、バンド化へ進んだ要因とも言われている。
マディ・ウォーターズ、ハウリン・ウルフらはシカゴ・ブルースの代表的なミュージシャンである。初期のシカゴ・ブルースにおいては、主たるリード楽器はハーモニカであった。ギターはデルタ・ブルース同様、主に伴奏楽器として使用された。しかし50年代後半、マディよりも若い世代のオーティス・ラッシュ、バディ・ガイ、マジック・サムらの登場により、シカゴ・ブルースは新たな局面を迎える。彼らは、アコースティック・ギターにかわって、「エレクトリック・ギター」を前面に押し出した。そのサウンドは、シカゴのウェスト・サイドで主に演奏されたことから「ウェスト・サイド・ブルース」などとも呼ばれた。
1960年代に入ると、イギリスにおけるブルース・ブームなどと共に、ヨーロッパを始めより広範囲で注目されるようになり、シカゴのミュージシャンの活動の場も広がっていく。その流れの中で、シカゴ・ブルースも音の幅が広がっていった。ポール・バターフィールド・ブルース・バンドやマイク・ブルームフィールドを始め、白人のプレイヤーも増えていった。エレクトリック・スタイルのブルース・バンドも増えてきたが、1960年代後半には、シカゴのブルース・シーンは下火になって行く。
世代交代ともに、シカゴのブルース・ミュージシャンも、かつての南部出身者層は少数派となり、都市部で生まれ育った音楽家が多くなっている。これに伴い、シカゴ・ブルースも多様化している。シカゴでは、バディ・ガイズ・レジェンズ、ローザス、アーティス・ラウンジ、キングストン・マインズといったブルース・クラブで連日、ブルースのライヴが展開されている。また例年6月には、米国最大のブルース・フェスティバルである「シカゴ・ブルース・フェスティバル」が開催されており、ブルースの街としてのシカゴの存在を世界にアピールしている。

## レコード会社
シカゴのブルース・シーンは、1950年代の中頃迄にはサウス・サイドにコブラ・レコード、チェス・レコードなどがたちあがり、さらにシカゴに事務所を移転してきたデルマーク・レコード、ヴィージェイ・レコードも登場して、主要レーベルが出そろった。だが、1960年代末ごろまでにはほとんどのレーベルが、大手のレーベルに権利を譲渡するか閉鎖、移転などをしている。その後1970年代初頭に、かつてデルマークで働いたブルース・イグロアがたちあげたアリゲーター・レコードがブルース・ミュージシャンの支えとなり、アリゲーターはブルース音楽のレコード・レーベルとして存続している。

## 代表的なアーティスト

### シンガー
- マディ・ウォーターズ
- ハウリン・ウルフ
- ココ・テイラー

### ギタリスト
- オーティス・ラッシュ
- バディ・ガイ
- マジック・サム
- アール・フッカー
- ハウンド・ドッグ・テイラー
- ロバート・ナイトホーク
- ロバート・ロックウッド・ジュニア
- ヒューバート・サムリン
- ジミー・ロジャーズ
- ルリー・ベル
- サン・シールズ
- ロニー・ブルックス
- フェントン・ロビンソン

### ベーシスト
- ウィリー・ディクソン

### ハーピスト(ハーモニカ)
- サニー・ボーイ・ウィリアムソンII
- リトル・ウォルター
- ジェイムズ・コットン
- ジュニア・ウェルズ
- スヌーキー・プライアー
- ビリー・ブランチ
- シュガー・ブルー
- ポール・バターフィールド

### ドラマー
- フレッド・ビロウ

### ピアニスト
- パイントップ・パーキンズ
- サニーランド・スリム